# Bilca (arie protejată)
Bilca (în ucraineană Білка, în română Veverița) este o arie protejată de tip botanic de importanță locală din raionul Storojineț, regiunea Cernăuți (Ucraina), situată la periferia de nord a satului Panca. Este administrată de „Silvicultura Storojineț”.
Suprafața ariei protejate constituie 20 de hectare, fiind creată în anul 1994 prin decizia comitetului executiv regional. Statutul a fost atribuit conservării zonei de floră de pajiște din zona râului omonim. Peste 20 de specii de plante enumerate în Cartea Roșie a Ucrainei cresc aici, inclusiv: Fritillaria meleagris, brândușă de munte, ghiocel de baltă, ghiocel, ș.a.